# Idioma kwazá
El kwazá o koaiá (también koaya, coaia y quaiá) es una lengua indígena de Brasil hablada en el estado de Rondônia por unas 25 personas, pertenecientes a sólo dos clanes familiares.

## Fonología

### Vocales
El inventario vocálico viene dado por:
|             | Anterior    | Central | Posterior |
| ----------- | ----------- | ------- | --------- |
| Cerrada     | i /i/       | y /ɨ/   | u /u/     |
| Semicerrada | e /e/       |         |           |
| Semiabierta | ɛ /ɛ/ œ /œ/ |         | o /ɔ/     |
| Abierta     |             | a /a/   |           |
Todas las vocales, excepto <œ>, pueden aparecer como nasalizadas.

### Consonantes
El inventario consonántico viene dado por:
|             |             | Labial | Lamino- alveol. | Apico- alveol. | Palatal | Velar | Glotal |
| ----------- | ----------- | ------ | --------------- | -------------- | ------- | ----- | ------ |
| Oclusiva    | Sorda       | p /p/  | t /t/           | c /c/          |         | k /k/ | ? /ʔ/  |
| Oclusiva    | Implosiva   | b /ɓ/  |                 | d /ɗ/          |         |       |        |
| Africada    | Africada    |        | ts /t͡s/         |                | tx /t͡ʃ/ |       |        |
| Fricativa   | Fricativa   |        | s /s/           | x /s̠~ʃ̠/        |         |       | h /h/  |
| Nasal       | Nasal       | m /m/  | n /n/           |                | ñ /ɲ/   |       |        |
| vibrante    | vibrante    |        | r /ɾ/           |                |         |       |        |
| Aproximante | Aproximante | w /w/  | l /l/           |                | j /j/   |       |        |